# Torrelacárcel
Torrelacárcel è un comune spagnolo di 277 abitanti situato nella comunità autonoma dell'Aragona.